# Nadja Kälin
Nadja Kälin (Coira, 20 aprile 2001) è una fondista svizzera.

## Biografia
Sorella di Marina, a sua volta fondista, e attiva dal dicembre del 2017, Nadja Kälin ai Mondiali juniores di Oberwiesenthal 2020 ha vinto la medaglia d'oro nella staffetta; ha esordito in Coppa del Mondo il 12 dicembre 2021 a Davos in una 10 km (69ª), ai Giochi olimpici invernali a Pechino 2022, dove si è classificata 43ª nella 10 km, 21ª nello skiathlon e 7ª nella staffetta, e ai Campionati mondiali a Planica 2023, dove si è piazzata 32ª nello skiathlon e non ha completato la 10 km. Ai Mondiali di Trondheim 2025 è stata 8ª nella 10 km, 8ª nella 50 km, 6ª nello skiathlon e 5ª nella staffetta.

## Palmarès

### Mondiali juniores
- 1 medaglia:
  - 1 oro (staffetta a Oberwiesenthal 2020)

### Coppa del Mondo
- Miglior piazzamento in classifica generale: 47ª nel 2024